# 烏斯彭斯凱
49°21′12″N 36°37′24″E / 49.35333°N 36.62333°E
烏斯片斯凱（羅馬化：Uspenske）是位於烏克蘭東部哈爾科夫州伊久姆區巴拉克利亚市镇的村莊。該村始建於1922年，面積0.26平方公里，海拔高度158米，2001年人口129，人口密度每平方公里505.9人。